# レニー・ニーハウス
レニー・ニーハウス（Lennie Niehaus, 本名：Leonard Niehaus, 1929年6月11日 - 2020年5月28日）は、アメリカ合衆国のジャズ・サクソフォーン奏者、映画音楽作曲家。セントルイス出身。
映画音楽では、クリント・イーストウッド監督作品の音楽を多く手がけている。

## 主なフィルモグラフィー
- フェアリーテール・シアター Faerie Tale Theatre (1982 - 1983) テレビ番組
- タイトロープ Tightrope (1984)
- シティヒート City Heat (1984)
- ペイルライダー Pale Rider (1985) ※
- セサミストリート ザ・ムービー/おうちに帰ろう、ビッグバード! Sesame Street Presents: Follow that Bird (1985)
- 世にも不思議なアメージング・ストーリー「ヴァネッサの肖像」 Amazing Stories: Vanessa in the Garden (1985) テレビドラマ ※
- ネバー・トゥー・ヤング Never Too Young to Die (1986)
- ラットボーイ Ratboy (1986)
- ハートブレイク・リッジ 勝利の戦場 Heartbreak Ridge (1986) ※
- バード Bird (1988) ※
- ホワイトハンター ブラックハート White Hunter Black Heart (1990) ※
- ルーキー The Rookie (1990) ※
- 許されざる者 Unforgiven (1992) ※
- パーフェクト・ワールド A Perfect World (1993) ※
- マディソン郡の橋 The Bridges of Madison County (1995) ※
- 目撃 Absolute Power (1997)
- 真夜中のサバナ Midnight in the Garden of Good and Evil (1997) ※
- ポカホンタスII/イングランドへの旅立ち Pocahontas II: Journey to a New World (1998)
- トゥルー・クライム True Crime (1999) ※
- ジャック・ブル The Jack Bull (1999) テレビ映画
- スペース カウボーイ Space Cowboys (2000) ※
- ブラッド・ワーク Blood Work (2002) ※

※はクリント・イーストウッド監督作品。